# Kelly Monaco
Kelly Marie Monaco (* 23. Mai 1976 in Philadelphia, Pennsylvania) ist ein US-amerikanisches Model und Schauspielerin. Sie war Playboy-Playmate im Monat April 1997.

## Karriere
Monaco erschien auf Titelseiten von Zeitschriften wie FHM und Maxim.
In den Jahren 1997 und 1998 war sie in der US-Fernsehserie Baywatch zu sehen; neben einer kleinen eigenen Rolle fungierte Monaco in den Schwimmszenen auch als Körper-Double von Carmen Electra, da diese zu jenem Zeitpunkt noch nicht schwimmen konnte.

## Filmografie (Auswahl)
Fernsehserien
- 1997–1998: Baywatch – Die Rettungsschwimmer von Malibu (Baywatch, drei Folgen)
- 2000: The Man Show (Folge 2x13)
- 2000–2003: Port Charles (305 Folgen)
- 2001: Chaos City (Spin City, eine Folge 5x22)
- seit 2003: General Hospital
- 2005: Dancing with the Stars (Staffel 1)
- 2005: Punk’d (Folge 6x02)
- 2012: Marie (Folge 1x06)
- 2015: Baby Daddy (Folge 4x06)

Filme
- 1998: Die Sportskanonen (BASEketball)
- 1998: Willkommen in Hollywood (Welcome to Hollywood)
- 1999: Die Killerhand (Idle Hands)
- 1999: Mit Vollgas durch die Nacht (Late Last Night, Fernsehfilm)
- 1999: Dr. Mumford (Mumford)
- 2007: Football Wives (Fernsehfilm)
- 2011: The Edge of the Garden (Fernsehfilm)